# Gaz de pétrole
Cet article concerne un gaz manufacturé. Pour mélange d'hydrocarbures issu du raffinage du pétrole, voir Gaz de pétrole liquéfié.
Pour un article plus général, voir Gaz manufacturé.
Le gaz de pétrole désigne un gaz manufacturé (gaz d'éclairage et gaz de synthèse) obtenu par « distillation » (en fait une pyrolyse) de goudrons ou d'huiles minérales.

## Gaz manufacturés
En 1870, les pétroles se déversent depuis peu sur le marché. On songe à utiliser les résidus visqueux de leur distillation, lesquels sont à bas prix, pour la production du gaz d'éclairage:
« L'huile minérale naturelle, lorsqu'elle pourra être obtenue à bon marché et d'une manière régulière, trouvera très-probablement un emploi des plus avantageux en servant comme matière première pour la production du gaz de l'éclairage, et pourra faire une forte concurrence sous ce rapport soit au boghead, soit à la houille ordinaire ».
Vers 1863, « une série d'expériences faites dans les petites villes de Homer et de Courtland (État de New York) a donné des résultats très-encourageants, tant pour la facilité et l'économie de préparation que pour les qualités lumineuses du gaz ainsi produit.
Les cornues employées étaient en fonte, longues de 7 pieds ½ anglais (228 centimètres), larges de 16 pouces (40 centimètres), hautes de 12 pouces (30 centimètres). Deux tubes verticaux, destinés à alimenter d'eau et d'huile minérale les cornues, y avaient été coulés. Les cornues étaient divisées en trois chambres ou compartiments désignés par les noms de compartiments à pétrole, à eau et à coke, et étaient placées horizontalement dans le four.
Le pétrole et l'eau coulaient en un filet continu dans la cornue (la quantité de pétrole étant au moins 5 à 10 fois plus grande que celle de l'eau), et le tout était arrangé de manière qu'on n'avait qu'à substituer un baril de pétrole à l'autre à mesure que le premier se vidait. Les cornues étaient chauffées à peu près de la même manière qu'en distillant la houille. Deux cornues fournissaient en moyenne 5 280 pieds cubes de gaz de pétrole en 5 heures 35 minutes, ou très-approximativement 1 000 pieds cubes par heure ou 500 pieds cubes pour chaque cornue, en consommant 11 gallons de pétrole (14 mètres cubes de gaz par cornue et heure avec 50 litres de pétrole). Le gaz de pétrole fut trouvé 3 à 4 fois plus éclairant que le gaz de houille. »
« On obtient ainsi un gaz d'assez belle qualité et qui, généralement exempt de soufre, n'exige guère qu'une simple épuration physique. Dans le système de M. Hirzel, de Leipzig, le. résidu visqueux de la distillation du pétrole coule par filet continu sur les parois d'une cornue en fonte chauffée au rouge cerise, et se convertit en gaz ou en goudrons. Ces derniers sont condensés et le gaz est dirigé dans un gazomètre. Ce système, applicable seulement à une fabrication limitée et usité dans des cas spéciaux, fonctionne dans plusieurs localités en Allemagne et en Belgique. Cette mention nous paraît suffire, et nous ne reviendrons pas sur cette fabrication ».

### Gaz Pintsch
Du nom de son inventeur Julius Pintsch, le gaz Pintsch était obtenu par distillation de goudron ou de résidus de pétrole. Il fut utilisé à des fins d'éclairage notamment dans les voitures de chemin de fer et dans les phares.

### Gaz Blau
Du nom de son inventeur Hermann Blau, le Gaz Blau était obtenu par distillation des huiles minérales, le naphta obtenu était comprimé jusqu'à l'état liquide et stocké dans des bombonnes d'acier. Il fut utilisé pour l'éclairage et le chauffage mais également comme gaz de propulsion du LZ 127 Graf Zeppelin.